# Brynica Sucha
Brynica Sucha – wieś sołecka w Polsce położona w województwie świętokrzyskim, w powiecie jędrzejowskim, w gminie Jędrzejów.
W latach 1975–1998 miejscowość administracyjnie należała do województwa kieleckiego.

## Części miejscowości
| SIMC    | Nazwa   | Rodzaj     |
| ------- | ------- | ---------- |
| 0240030 | Dębówka | kolonia    |
| 0240046 | Kresy   | przysiółek |

## Historia
Pierwsze zapisy dotyczące wsi lub osób z nią związanych, pochodzą z XII wieku. W latach 1166–1167 biskup krakowski Giedko nadał klasztorowi cystersów w Jędrzejowie dziesięciny z szeregu wsi, między innymi z Brynicy. W roku 1210 biskup krakowski Wincenty potwierdza to nadanie klasztorowi Jędrzejowskiemu. Dokument, jak się okazało podczas badań dokumentów z końca XIII wieku, był falsyfikatem, potwierdziły to wykonane studia nad dokumentami Katedry Krakowskiej.
W roku 1256 Bolesław Wstydliwy uwalnia od stanu mieszkańców wsi klasztornych w Jędrzejowie, między innymi Brynicy. W roku 1341 Kazimierz Wielki zaświadcza, że bracia Marek i Andrzej z Rakoszyna sprzedali za 23 grzywny klasztorowi jędrzejowskiemu swe prawa do młyna w Brynicy, polegające na prawie do przemiału dla swego dworu oraz części sadzawki w Brynicy (Mp. 1, 215). Brynica Sucha nazywana była także Brynicą mniejszą, Brynica Mokra – większą.

## Kościół i parafia
Od 1983 roku wierni kościoła rzymskokatolickiego należą do parafii pw. św. Maksymiliana w Skroniowie.